# الیور اگیمن
الیور اگیمن (انگلیسی: Oliver Eggimann; ۲۸ ژانویهٔ ۱۹۱۹ – ۶ آوریل ۲۰۰۲) بازیکن فوتبال اهل سوئیس بود.
از باشگاه‌هایی که در آن بازی کرده‌است می‌توان به باشگاه فوتبال سروت ۱۸۹۰ و باشگاه ورزشی یانگ بویز برن اشاره کرد.
وی همچنین در تیم ملی فوتبال سوئیس بازی کرده‌است.